# 夏洛滕霍夫宮
夏洛滕霍夫宮（德語：Schloss Charlottenhof）是位於德國城市波茨坦無憂宮公園西南部的一座宮殿。夏洛滕霍夫宮曾經是腓特烈·威廉王儲（後登基成為腓特烈·威廉四世）的夏宮。

## 外部連結

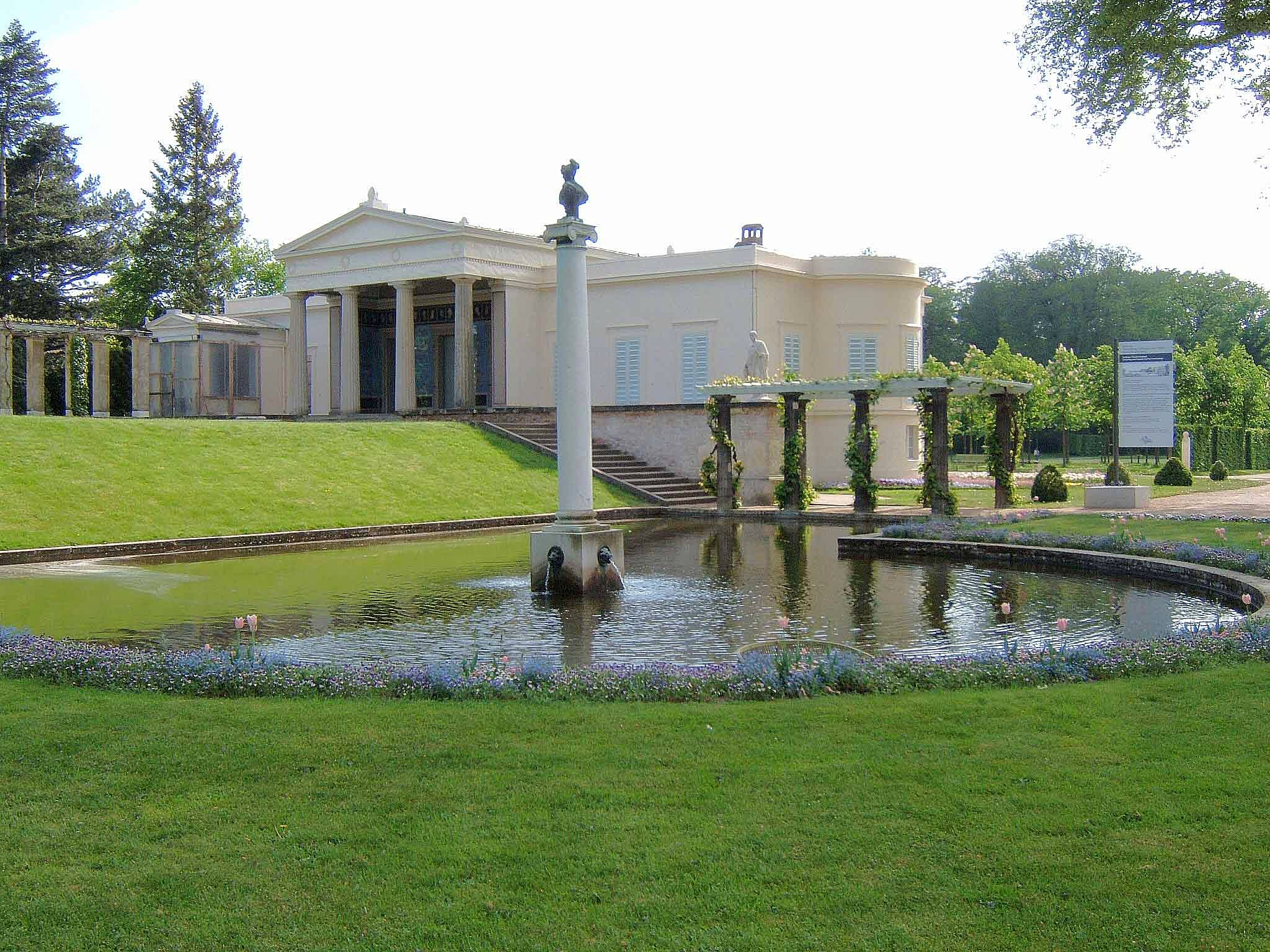
夏洛滕霍夫宮外景

- Potsdam from Above - Schloss Charlottenhof （页面存档备份，存于）

52°23′44″N 13°01′33″E / 52.39556°N 13.02583°E